# Peter Bastiaensen
Peter Bastiaensen (Wommelgem, 1960) is een Vlaams acteur. 
Hij is bekend van zijn rol in de soapserie Thuis op Eén. Hij speelde daarin de rol van psychopaat  Mike Van Notegem. In 2009 schreef hij de monoloog, Bekentenissen van een loodgieter. 

## Televisiewerk
- Windkracht 10 (1998) - als Benno
- Flikken (1999) - als Luc Dauwe
- Flikken (2003) - als robottekenaar Peter
- Spoed (2005) - als Martin
- Flikken (2008) - als Bart Sollie
- Thuis (2008) - als Mike Van Notegem
- Goesting (2010) - als Filip Govaert
- Zone Stad (2010) - als Kenny Van Gorp
- Dag & Nacht: Hotel Eburon (2010) - als Hugo Samyn
- Witse (2010) - als Peter Mertens
- Aspe (2011) - als Dirk Van Rossen
- Het goddelijke monster (2011) - als hoofdredacteur
- Rang 1 (2011) - als Alex
- Danni Lowinski (2012) - als Poolse werkman
- Wolven (2013) - als Bart Segers
- Binnenstebuiten (2013) - als Karel Vertomme
- Aspe (2014) - als Bertrand Deroo
- Familie (2015-2017) - als inspecteur Janssens
- Professor T. (2015) - als professor Geerts
- Als de dijken breken (2016)
- Familie (2018-2021) - als inspecteur Marc Toegaert

## Filmografie
- Verlengd weekend (2005) - als Marcel
- Windkracht 10: Koksijde Rescue (2006) - als piloot
- Bo (2010) - als rechercheur
- Weekend aan zee (2012) - als dokter

## Trivia
- Als Bastiaensen geen werk heeft als acteur, verdient hij zijn boterham als loodgieter.[1][2]